# Panurgus pyropygus
Panurgus pyropygus là một loài Hymenoptera trong họ Andrenidae. Loài này được Friese mô tả khoa học năm 1901.